# STS-51-B
STS-51-B, voluit Space Transportation System-51-B, was een Spaceshuttlemissie van de NASA, waarbij de Space Shuttle Challenger gebruikt werd. De Challenger werd gelanceerd op 29 april 1985. Dit was de zeventiende Space Shuttlemissie en de zevende vlucht voor de Challenger. Het was de eerste missie voor de Challenger met de Spacelab.

## Bemanning
- Robert F. Overmyer (2), bevelhebber
- Frederick D. Gregory (1), Piloot
- Don L. Lind (1), Missie Specialist 1
- Norman E. Thagard (2), Missie Specialist 2
- William E. Thornton (2), Missie Specialist 3
- Lodewijk van den Berg (1), Payload Specialist 1
- Taylor G. Wang (1), Payload Specialist 2

tussen haakjes het aantal vluchten die de astronaut maakte, de vlucht STS-51-B inbegrepen

## Missieparameters
- Massa
  - Shuttle bij lancering: 111.676 kg
  - Shuttle bij landing: 96.097 kg
  - Vracht: 11.061 kg
- Perigeum: 346 km
- Apogeum: 354 km
- Glooiingshoek: 57.0°
- omlooptijd: 91.5 min